# Tierra de hombres (libro)
Tierra de hombres es una obra de Antoine de Saint Exupéry publicada en febrero de 1939 en Francia, ocasión en la que recibió el premio de novela de la Academia Francesa. En junio del mismo año se publicó en Estados Unidos con el título "Wind, Sand and Stars", y en ese país recibió el Premio Nacional del Libro. 
En esta obra autobiográfica, Antoine de Saint Exupéry evoca una serie de acontecimientos de su vida –de la época en la que trabajó para Aéropostale–, y aprovechó para alimentar sus reflexiones sobre la amistad, la muerte, el heroísmo, la busca del sentido de las cosas, etc… El elemento central de la novela es el accidente que sufrió en 1935 en la parte libia del desierto del Sahara, cuando viajaba con André Prévot, y en el que estuvieron a punto de morir de sed.
Al inicio se dirige a Henri Guillaumet: “camarada, te dedico este libro”. Esta frase es una dedicatoria en homenaje a este hombre que participó en la historia de su vida.
También relata que en los alrededores del Volcán Maipo, en la Laguna Diamante, del lado argentino, el piloto francés Henri Guillaumet capotó durante el invierno, cinco días luchó contra los elementos y la soledad, hasta que logró salir a la llanura Argentina. La aventura de Guillaumet inspiraría a su compañero Antoine de Saint-Exupéry, autor de El principito, la escritura de Tierra de hombres.
- Datos: Q520146